# Дечја песма Евровизије 2009.
Главни град Украјине је имао привилегију да у веома кратком временском року организује два велика евровизијска спектакла. Након 2005. године, када је украјинска престоница била домаћин „великој“ Песми Евровизије, 2009. године су се на истом месту окупила деца из 13 европских држава. До тада, то је било такмичење са најмањим бројем учесника. Ипак, спектакл није изостао.

## Организација
Национална телевизија Украјине (NTU) изборила је организацију 7. по реду Дечје Песме Евровизије. У трци за домаћинство били су још белоруски BTRC и српски RTS. Првобитно је и шведски TV4 требало да буде конкурент, међутим челници ове телевизије у кратком временском року повукли су своју кандидатуру. Такмичење је одржано 21. новембра у „Палати спортова“, оној истој дворани у којој је одржана Песма Евровизије 2005. године. Домаћини су били украјинска представница из Београда 2008. Ани Лорак и Тимур Мирошниченко), док се из "green rooma" јављао Дмитро Бородин. Ани Лорак отпевала је своје две песме током "interval acta".

## Проблеми
Одржавање Дечје песме Евровизије у Кијеву било је под великим знаком питања због велике епидемије свињског грипа у том периоду. Чланица украјинског парламента Ана Херман позвала је премијерку Украјине Јулију Тимошенко да откаже такмичење. Ипак, потпредседник Владе Јован Васјуник изјавио је 12. новембра да такмичење неће бити одложено.

## Сарадња
UNICEF и EBU ове године нису остварили сарадњу из непознатих разлога.

## Правила
Свака земља учесница приликом гласања додељивала је од 1-7 поена, а онда 8, 10 и 12. О победнику је одлучивао жири и телевотинг у односу 50:50.

## Земље учеснице
Повратник на такмичење након једне године паузе била је Шведска, док су од такмичења одустале Бугарска, Литванија и Грчка. Дебитаната није било.

## Победничка песма
Први пут од почетка учествовања 2003. Холандија је успела да победи на такмичењу. Ралф Макенбах певао је занимљиву песму "Click Clack", којом је, поред изразито фаворизоване Белгије, освојио и публику и жири. Са својих 14 година, тако је постао најстарији победник Дечје песме Евровизије.

## Учесници
| Р. бр. | Држава          | Представник         | Песма                                                       | Пласман | Поени |
| ------ | --------------- | ------------------- | ----------------------------------------------------------- | ------- | ----- |
| 01     | Шведска TV4     | Мими Санден         | Du (Ти)                                                     | 6       | 68    |
| 02     | Русија RTR      | Катја Рјабова       | Malenky Prints (Мали принц)                                 | 2       | 116   |
| 03     | Јерменија AMPTV | Луара Хајрапетјан   | Barcelona (Барселона)                                       | 3       | 116   |
| 04     | Румунија TVR    | Јоана Ануца         | Ai Puterea în Mâna Ta (Ти имаш снагу у рукама)              | 13      | 13    |
| 05     | Србија RTS      | Ништа лично         | Онај прави                                                  | 10      | 34    |
| 06     | Грузија GPB     | Група принцеза      | Lurji prinveli (Плава птица)                                | 6       | 68    |
| 07     | Холандија AVRO  | Ралф Макенбах       | Click Clack (Клик Клак)                                     | 1       | 121   |
| 08     | Кипар CyBC      | Рафаела Коста       | Thalassa, Helios, Aeras, Fotia (Море, сунце, ваздух, ватра) | 11      | 32    |
| 09     | Малта MTPBS     | Франческа и Микаела | Double Trouble (Дупла невоља)                               | 8       | 55    |
| 10     | Украјина NTU    | Андраник Алексањан  | Try Topoli, Try Surmy (Три тополе, три трубе)               | 5       | 89    |
| 11     | Белгија VRT     | Лаура Омлоп         | Zo Verliefd (Тако заљубљена)                                | 4       | 113   |
| 12     | Белорусија BTRC | Јуриј Демидович     | Volshebnyi Krolik (Магични зец)                             | 9       | 48    |
| 13     | Македонија MRT  | Сара Марковска      | Za Ljubovta (За љубав)                                      | 12      | 31    |

## Гласање
|          |            | Резултати |        |           |          |        |         |           |       |       |          |         |            |                    |    |    |
| Поени    | Европа     | Шведска   | Русија | Јерменија | Румунија | Србија | Грузија | Холандија | Кипар | Малта | Украјина | Белгија | Белорусија | Северна Македонија |    |    |
| Учесници | Шведска    | 68        | 12     |           | 4        | 5      | 2       | 5         | 3     | 6     | 2        | 5       | 4          | 7                  | 5  | 8  |
| Учесници | Русија     | 116       | 12     | 6         |          | 10     | 8       | 10        | 7     | 7     | 10       | 7       | 12         | 8                  | 12 | 7  |
| Учесници | Јерменија  | 116       | 12     | 10        | 12       |        | 6       | 7         | 12    | 10    | 12       | 6       | 10         | 10                 | 8  | 1  |
| Учесници | Румунија   | 19        | 12     | 1         |          |        |         |           |       | 1     |          | 2       |            |                    |    | 3  |
| Учесници | Србија     | 34        | 12     | 2         | 1        | 3      | 3       |           | 2     |       | 3        |         | 3          |                    | 1  | 4  |
| Учесници | Грузија    | 68        | 12     | 3         | 5        | 6      | 7       | 1         |       | 4     | 7        | 10      | 6          | 5                  | 2  |    |
| Учесници | Холандија  | 121       | 12     | 12        | 8        | 8      | 12      | 8         | 8     |       | 8        | 8       | 8          | 12                 | 7  | 10 |
| Учесници | Кипар      | 32        | 12     | 7         | 3        | 2      | 1       |           | 1     |       |          | 1       |            | 2                  | 3  |    |
| Учесници | Малта      | 55        | 12     |           | 2        | 4      | 4       | 4         | 4     | 8     | 4        |         | 1          | 6                  | 4  | 2  |
| Учесници | Украјина   | 89        | 12     | 4         | 7        | 12     | 10      | 2         | 10    | 5     | 5        | 4       |            | 3                  | 10 | 5  |
| Учесници | Белгија    | 113       | 12     | 8         | 10       | 7      | 5       | 12        | 6     | 12    | 6        | 12      | 5          |                    | 6  | 12 |
| Учесници | Белорусија | 48        | 12     |           | 6        | 1      |         | 3         | 5     | 3     | 1        |         | 7          | 4                  |    | 6  |
| Учесници | Македонија | 31        | 12     | 5         |          |        |         | 6         |       | 2     |          | 3       | 2          | 1                  |    |    |